# Gudbjerg (plaats)
Gudbjerg is een plaats in de Deense regio Zuid-Denemarken, gemeente Svendborg. De plaats telt 507 inwoners (2008).